# Fed Cup 2011

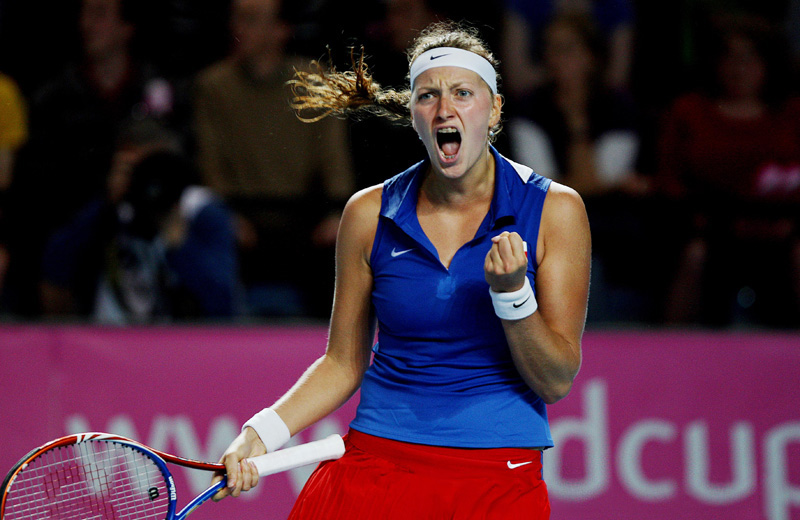
La tenista Petra Kvitova en la Final de la Fed Cup 2011.

La Fed Cup 2011 fue la 49.ª edición del torneo de tenis femenino más importante por naciones, en el cual 8 equipos participaron en el Grupo Mundial y más de cien en los diferentes grupos regionales.

## Grupo Mundial

### Equipos participantes
| Grupo Mundial de 2011 | Grupo Mundial de 2011 | Grupo Mundial de 2011 | Grupo Mundial de 2011 |
| Australia             | Bélgica               | Estados Unidos        | Eslovaquia            |
| Francia               | Italia                | Rep. Checa            | Rusia                 |
| --------------------- | --------------------- | --------------------- | --------------------- |

### Cuadro
|  | Cuartos de final    | Cuartos de final |                 |                 | Semifinales      | Semifinales      |  |       | Final              | Final              |  |
|  | 5 - 6 de febrero    | 5 - 6 de febrero |                 |                 | 16 - 17 de abril | 16 - 17 de abril |  |       | 5 - 6 de noviembre | 5 - 6 de noviembre |  |
|  |                     |                  |                 |                 |                  |                  |  |       |                    |                    |  |
|  |                     |                  |                 |                 |                  |                  |  |       |                    |                    |  |
|  | Italia (1)          | 4                |                 |                 |                  |                  |  |       |                    |                    |  |
|  | Italia (1)          | 4                |                 |                 |                  |                  |  |       |                    |                    |  |
|  | Australia           | 1                |                 |                 |                  |                  |  |       |                    |                    |  |
|  | Australia           | 1                |                 | Italia          | 0                |                  |  |       |                    |                    |  |
|  |                     |                  |                 | Italia          | 0                |                  |  |       |                    |                    |  |
|  |                     |                  | Rusia           | 5               |                  |                  |  |       |                    |                    |  |
|  | Rusia (3)           | 3                | Rusia           | 5               |                  |                  |  |       |                    |                    |  |
|  | Rusia (3)           | 3                |                 |                 |                  |                  |  |       |                    |                    |  |
|  | Francia             | 2                |                 |                 |                  |                  |  |       |                    |                    |  |
|  | Francia             | 2                |                 |                 |                  |                  |  | Rusia | 2                  |                    |  |
|  |                     |                  |                 |                 |                  |                  |  | Rusia | 2                  |                    |  |
|  |                     |                  | República Checa | 3               |                  |                  |  |       |                    |                    |  |
|  | Eslovaquia          | 2                | República Checa | 3               |                  |                  |  |       |                    |                    |  |
|  | Eslovaquia          | 2                |                 |                 |                  |                  |  |       |                    |                    |  |
|  | República Checa (4) | 3                |                 |                 |                  |                  |  |       |                    |                    |  |
|  | República Checa (4) | 3                |                 | República Checa | 3                |                  |  |       |                    |                    |  |
|  |                     |                  |                 | República Checa | 3                |                  |  |       |                    |                    |  |
|  |                     |                  | Bélgica         | 2               |                  |                  |  |       |                    |                    |  |
|  | Bélgica             | 4                | Bélgica         | 2               |                  |                  |  |       |                    |                    |  |
|  | Bélgica             | 4                |                 |                 |                  |                  |  |       |                    |                    |  |
|  | Estados Unidos (2)  | 1                |                 |                 |                  |                  |  |       |                    |                    |  |
|  | Estados Unidos (2)  | 1                |                 |                 |                  |                  |  |       |                    |                    |  |
|  |                     |                  |                 |                 |                  |                  |  |       |                    |                    |  |

- En cursiva equipos que juegan de local.
- Los perdedores de la primera ronda, juegan contra los que se clasifican en el Grupo Mundial 2.
- (s) Entre paréntesis, el número de cabeza de serie.

### Cuartos de final
| | Bandera de Australia | Australia                           | 1  | 4  | Italia | Bandera de Italia |
| --- | -------------------- | ----------------------------------- | -- | -- | ------ | ----------------- |
| Domain Tennis Centre, Hobart, Australia 5 - 6 de febrero de 2011 Plexicushion (outdoor) |                      |                                     |    |    |        |                   |
| \| 1 \| \| Jarmila Groth \| 64 \| 6 \| 6 \| \| 1 \| \| Francesca Schiavone \| 7 \| 3 \| 3 \| \| 2 \| \| Samantha Stosur \| 65 \| 7 \| 4 \| \| 2 \| \| Flavia Pennetta \| 7 \| 65 \| 6 \| \| 3 \| \| Samantha Stosur \| 61 \| 6 \| 5 \| \| 3 \| \| Francesca Schiavone \| 7 \| 3 \| 7 \| \| 4 \| \| Jarmila Groth \| 3 \| 2 \| \| \| 4 \| \| Flavia Pennetta \| 6 \| 6 \| \| \| 5 \| \| Anastasia Rodionova - Rennae Stubbs \| 6 \| 61 \| 4 \| \| 5 \| \| Sara Errani - Roberta Vinci \| 2 \| 7 \| 6 \| |                      |                                     |    |    |        |                   |
| 1 | Bandera de Australia | Jarmila Groth                       | 64 | 6  | 6      |                   |
| 1 | Bandera de Italia    | Francesca Schiavone                 | 7  | 3  | 3      |                   |
| 2 | Bandera de Australia | Samantha Stosur                     | 65 | 7  | 4      |                   |
| 2 | Bandera de Italia    | Flavia Pennetta                     | 7  | 65 | 6      |                   |
| 3 | Bandera de Australia | Samantha Stosur                     | 61 | 6  | 5      |                   |
| 3 | Bandera de Italia    | Francesca Schiavone                 | 7  | 3  | 7      |                   |
| 4 | Bandera de Australia | Jarmila Groth                       | 3  | 2  |        |                   |
| 4 | Bandera de Italia    | Flavia Pennetta                     | 6  | 6  |        |                   |
| 5 | Bandera de Australia | Anastasia Rodionova - Rennae Stubbs | 6  | 61 | 4      |                   |
| 5 | Bandera de Italia    | Sara Errani - Roberta Vinci         | 2  | 7  | 6      |                   |

| | Bandera de Rusia   | Rusia                                     | 3  | 2 | Francia | Bandera de Francia |
| --- | ------------------ | ----------------------------------------- | -- | - | ------- | ------------------ |
| Estadio Olímpico, Moscú, Rusia 5 - 6 de febrero de 2011 RuKortHard (indoor) |                    |                                           |    |   |         |                    |
| \| 1 \| \| Svetlana Kuznetsova \| 6 \| 3 \| 4 \| \| 1 \| \| Alize Cornet \| 3 \| 6 \| 6 \| \| 2 \| \| María Sharápova \| 3 \| 4 \| \| \| 2 \| \| Virginie Razzano \| 6 \| 6 \| \| \| 3 \| \| Anastasiya Pavliuchenkova \| 3 \| 6 \| 6 \| \| 3 \| \| Alize Cornet \| 6 \| 3 \| 2 \| \| 4 \| \| Svetlana Kuznetsova \| 6 \| 6 \| \| \| 4 \| \| Virginie Razzano \| 4 \| 4 \| \| \| 5 \| \| Anastasiya Pavliuchenkova - Dinara Safina \| 7 \| 6 \| \| \| 5 \| \| Julie Coin - Pauline Parmentier \| 64 \| 0 \| \| |                    |                                           |    |   |         |                    |
| 1 | Bandera de Rusia   | Svetlana Kuznetsova                       | 6  | 3 | 4       |                    |
| 1 | Bandera de Francia | Alize Cornet                              | 3  | 6 | 6       |                    |
| 2 | Bandera de Rusia   | María Sharápova                           | 3  | 4 |         |                    |
| 2 | Bandera de Francia | Virginie Razzano                          | 6  | 6 |         |                    |
| 3 | Bandera de Rusia   | Anastasiya Pavliuchenkova                 | 3  | 6 | 6       |                    |
| 3 | Bandera de Francia | Alize Cornet                              | 6  | 3 | 2       |                    |
| 4 | Bandera de Rusia   | Svetlana Kuznetsova                       | 6  | 6 |         |                    |
| 4 | Bandera de Francia | Virginie Razzano                          | 4  | 4 |         |                    |
| 5 | Bandera de Rusia   | Anastasiya Pavliuchenkova - Dinara Safina | 7  | 6 |         |                    |
| 5 | Bandera de Francia | Julie Coin - Pauline Parmentier           | 64 | 0 |         |                    |

| | Bandera de Eslovenia       | Eslovaquia                                 | 2 | 3  | República Checa | Bandera de República Checa |
| --- | -------------------------- | ------------------------------------------ | - | -- | --------------- | -------------------------- |
| Sibamac Arena, Bratislava, Eslovaquia 5 - 6 de febrero de 2011 Latex-ite (indoor) |                            |                                            |   |    |                 |                            |
| \| 1 \| \| Daniela Hantuchova \| 5 \| 1 \| \| \| 1 \| \| Lucie Safarova \| 7 \| 6 \| \| \| 2 \| \| Dominika Cibulkova \| 2 \| 3 \| \| \| 2 \| \| Petra Kvitova \| 6 \| 6 \| \| \| 3 \| \| Daniela Hantuchova \| 4 \| 2 \| \| \| 3 \| \| Petra Kvitova \| 6 \| 6 \| \| \| 4 \| \| Jana Cepelova \| 4 \| 7 \| \| \| 4 \| \| Lucie Safarova \| 6 \| 65 \| ret. \| \| 5 \| \| Jana Cepelova - Magdalena Rybarikova \| 6 \| 4 \| 7 \| \| 5 \| \| Kveta Peschke - Barbora Zahlavova Strycova \| 1 \| 6 \| 64 \| |                            |                                            |   |    |                 |                            |
| 1 | Bandera de Eslovenia       | Daniela Hantuchova                         | 5 | 1  |                 |                            |
| 1 | Bandera de República Checa | Lucie Safarova                             | 7 | 6  |                 |                            |
| 2 | Bandera de Eslovenia       | Dominika Cibulkova                         | 2 | 3  |                 |                            |
| 2 | Bandera de República Checa | Petra Kvitova                              | 6 | 6  |                 |                            |
| 3 | Bandera de Eslovenia       | Daniela Hantuchova                         | 4 | 2  |                 |                            |
| 3 | Bandera de República Checa | Petra Kvitova                              | 6 | 6  |                 |                            |
| 4 | Bandera de Eslovenia       | Jana Cepelova                              | 4 | 7  |                 |                            |
| 4 | Bandera de República Checa | Lucie Safarova                             | 6 | 65 | ret.            |                            |
| 5 | Bandera de Eslovenia       | Jana Cepelova - Magdalena Rybarikova       | 6 | 4  | 7               |                            |
| 5 | Bandera de República Checa | Kveta Peschke - Barbora Zahlavova Strycova | 1 | 6  | 64              |                            |

| | Bandera de Bélgica        | Bélgica                              | 4   | 1 | Estados Unidos | Bandera de Estados Unidos |
| --- | ------------------------- | ------------------------------------ | --- | - | -------------- | ------------------------- |
| Sportpaleis Antwerp, Amberes, Bélgica 5 - 6 de febrero de 2011 Acrílico (indoor) |                           |                                      |     |   |                |                           |
| \| 1 \| \| Yanina Wickmayer \| 6 \| 7 \| \| \| 1 \| \| Bethanie Mattek-Sands \| 1 \| 6 \| \| \| 2 \| \| Kim Clijsters \| 6 \| 6 \| \| \| 2 \| \| Melanie Oudin \| 0 \| 4 \| \| \| 3 \| \| Kim Clijsters \| 610 \| 6 \| 6 \| \| 3 \| \| Bethanie Mattek-Sands \| 7 \| 2 \| 1 \| \| 4 \| \| Yanina Wickmayer \| 6 \| 6 \| \| \| 4 \| \| Melanie Oudin \| 2 \| 0 \| \| \| 5 \| \| Kirsten Flipkens - An-Sophie Mestach \| 3 \| 5 \| \| \| 5 \| \| Liezel Huber - Vania King \| 6 \| 7 \| \| |                           |                                      |     |   |                |                           |
| 1 | Bandera de Bélgica        | Yanina Wickmayer                     | 6   | 7 |                |                           |
| 1 | Bandera de Estados Unidos | Bethanie Mattek-Sands                | 1   | 6 |                |                           |
| 2 | Bandera de Bélgica        | Kim Clijsters                        | 6   | 6 |                |                           |
| 2 | Bandera de Estados Unidos | Melanie Oudin                        | 0   | 4 |                |                           |
| 3 | Bandera de Bélgica        | Kim Clijsters                        | 610 | 6 | 6              |                           |
| 3 | Bandera de Estados Unidos | Bethanie Mattek-Sands                | 7   | 2 | 1              |                           |
| 4 | Bandera de Bélgica        | Yanina Wickmayer                     | 6   | 6 |                |                           |
| 4 | Bandera de Estados Unidos | Melanie Oudin                        | 2   | 0 |                |                           |
| 5 | Bandera de Bélgica        | Kirsten Flipkens - An-Sophie Mestach | 3   | 5 |                |                           |
| 5 | Bandera de Estados Unidos | Liezel Huber - Vania King            | 6   | 7 |                |                           |

## Repesca del Grupo Mundial
Los cuatro equipos perdedores en los partidos de primera ronda del Grupo Mundial (Australia, Francia, Eslovaquia y Estados Unidos), y los 4 ganadores de las eliminatorias del Grupo Mundial II (España, Alemania, Serbia y Ucrania) entran en el sorteo para disputarse las cuatro plazas para disputar la Fed Cup del año 2012 en el Grupo Mundial. 
Fecha: 16-17 abril
| Lugar (superficie) | Equipo Local   | Marcador | Equipo Visitante   |
| ------------------ | -------------- | -------- | ------------------ |
| Alemania           | Alemania       | 5-0      | Estados Unidos (1) |
| España             | España (2)     | 4-1      | Francia            |
| Eslovaquia         | Eslovaquia (3) | 2-3      | Serbia             |
| Australia          | Australia (4)  | 2-3      | Ucrania            |

- (c) Cabeza de serie en las eliminatorias.
- En negrita los equipos clasificados que ascienden al Grupo Mundial.

## Grupo Mundial II
El Grupo Mundial II es el segundo nivel más alto de la Fed Cup en 2011. Los ganadores avanzarán a la repesca del Grupo Mundial, y los perdedores jugarán en los Play-offs por la permanencia del Grupo Mundial II .
Fecha: 5-6 febrero.
| Lugar (superficie)                       | Equipo Local | Marcador | Equipo Visitante |
| ---------------------------------------- | ------------ | -------- | ---------------- |
| Tallinn , Estonia (cubierta dura)        | Estonia      | 1-4      | España (1)       |
| Maribor , Eslovenia (arcilla bajo techo) | Eslovenia    | 1-4      | Alemania (4)     |
| Novi Sad , Serbia (cubierta dura)        | Serbia (3)   | 3-2      | Canadá           |
| Helsingborg , Suecia (cubierta dura)     | Suecia       | 2-3      | Ucrania (2)      |

- Entre paréntesis los cabezas de serie de la ronda.
- En negrita los equipos clasificados.

## Repesca Grupo Mundial II
Los cuatro equipos perdedores del Grupo Mundial II (Estonia, Eslovenia, Canadá y Suecia) se enfentan con los calificados de la Zona Grupo I. Dos equipos clasificados de la zona Europa / África (Bielorrusia y Suiza), un equipo de la Zona Asia / Oceanía ( Japón), y un equipo de la Zona Américas (Argentina).
Fecha: 16-17 abril.
| Lugar (superficie) | Equipo Local | Marcador | Equipo Visitante |
| ------------------ | ------------ | -------- | ---------------- |
| Bielorrusia        | Bielorrusia  | 5–0      | Estonia (1)      |
| Japón              | Japón        | 4–0      | Argentina (2)    |
| Eslovenia          | Eslovenia    | 3–2      | Canadá (3)       |
| Suiza              | Suiza (4)    | 4–1      | Suecia           |

- Entre paréntesis los cabezas de serie de la ronda.

## Zona Americana

### Grupo 1

#### Grupo A
| | Bandera de Argentina | Argentina                                          | 3  | 0 | Bolivia | Bandera de Bolivia |
| --- | -------------------- | -------------------------------------------------- | -- | - | ------- | ------------------ |
| Tenis Club Argentino, Buenos Aires, Argentina 2 de febrero de 2011 Polvo de ladrillo |                      |                                                    |    |   |         |                    |
| \| 1 \| \| Florencia Molinero \| 6 \| 6 \| \| \| 1 \| \| María Inés Deheza \| 4 \| 3 \| \| \| 2 \| \| María Irigoyen \| 7 \| 6 \| \| \| 2 \| \| María Fernanda Álvarez Terán \| 5 \| 0 \| \| \| 3 \| \| Mailen Auroux – Florencia Molinero \| 7 \| 6 \| \| \| 3 \| \| María Paula Deheza – María Fernanada Álvarez Terán \| 64 \| 1 \| \| |                      |                                                    |    |   |         |                    |
| 1 | Bandera de Argentina | Florencia Molinero                                 | 6  | 6 |         |                    |
| 1 | Bandera de Bolivia   | María Inés Deheza                                  | 4  | 3 |         |                    |
| 2 | Bandera de Argentina | María Irigoyen                                     | 7  | 6 |         |                    |
| 2 | Bandera de Bolivia   | María Fernanda Álvarez Terán                       | 5  | 0 |         |                    |
| 3 | Bandera de Argentina | Mailen Auroux – Florencia Molinero                 | 7  | 6 |         |                    |
| 3 | Bandera de Bolivia   | María Paula Deheza – María Fernanada Álvarez Terán | 64 | 1 |         |                    |

| | Bandera de Paraguay | Paraguay                                   | 1 | 2 | Perú | Bandera de Perú |
| --- | ------------------- | ------------------------------------------ | - | - | ---- | --------------- |
| Tenis Club Argentino, Buenos Aires, Argentina 2 de febrero de 2011 Polvo de ladrillo |                     |                                            |   |   |      |                 |
| \| 1 \| \| Montserrat González \| 2 \| 4 \| \| \| 1 \| \| Patricia Ku Flores \| 6 \| 6 \| \| \| 2 \| \| Verónica Cepede Royg \| 4 \| 1 \| \| \| 2 \| \| Bianca Botto \| 6 \| 6 \| \| \| 3 \| \| Verónica Cepede Royg – Montserrat González \| 3 \| 6 \| 6 \| \| 3 \| \| Bianca Botto – Ximena Sines Luna \| 6 \| 3 \| 4 \| |                     |                                            |   |   |      |                 |
| 1 | Bandera de Paraguay | Montserrat González                        | 2 | 4 |      |                 |
| 1 | Bandera de Perú     | Patricia Ku Flores                         | 6 | 6 |      |                 |
| 2 | Bandera de Paraguay | Verónica Cepede Royg                       | 4 | 1 |      |                 |
| 2 | Bandera de Perú     | Bianca Botto                               | 6 | 6 |      |                 |
| 3 | Bandera de Paraguay | Verónica Cepede Royg – Montserrat González | 3 | 6 | 6    |                 |
| 3 | Bandera de Perú     | Bianca Botto – Ximena Sines Luna           | 6 | 3 | 4    |                 |

| | Bandera de Argentina | Argentina                                  | 1  | 2  | Paraguay | Bandera de Paraguay |
| --- | -------------------- | ------------------------------------------ | -- | -- | -------- | ------------------- |
| Tenis Club Argentino, Buenos Aires, Argentina 3 de febrero de 2011 Polvo de ladrillo |                      |                                            |    |    |          |                     |
| \| 1 \| \| Florencia Molinero \| 65 \| 6 \| 6 \| \| 1 \| \| Montserrat González \| 7 \| 1 \| 3 \| \| 2 \| \| María Irigoyen \| 4 \| 2 \| \| \| 2 \| \| Verónica Cepede Royg \| 6 \| 6 \| \| \| 3 \| \| Gisela Dulko – Florencia Molinero \| 0 \| 7 \| 5 \| \| 3 \| \| Verónica Cepede Royg – Montserrat González \| 6 \| 64 \| 7 \| |                      |                                            |    |    |          |                     |
| 1 | Bandera de Argentina | Florencia Molinero                         | 65 | 6  | 6        |                     |
| 1 | Bandera de Paraguay  | Montserrat González                        | 7  | 1  | 3        |                     |
| 2 | Bandera de Argentina | María Irigoyen                             | 4  | 2  |          |                     |
| 2 | Bandera de Paraguay  | Verónica Cepede Royg                       | 6  | 6  |          |                     |
| 3 | Bandera de Argentina | Gisela Dulko – Florencia Molinero          | 0  | 7  | 5        |                     |
| 3 | Bandera de Paraguay  | Verónica Cepede Royg – Montserrat González | 6  | 64 | 7        |                     |

| | Bandera de Perú    | Perú                                               | 3  | 0  | Bolivia | Bandera de Bolivia |
| --- | ------------------ | -------------------------------------------------- | -- | -- | ------- | ------------------ |
| Tenis Club Argentino, Buenos Aires, Argentina 3 de febrero de 2011 Polvo de ladrillo |                    |                                                    |    |    |         |                    |
| \| 1 \| \| Patricia Ku Flores \| 7 \| 6 \| \| \| 1 \| \| María Inés Deheza \| 63 \| 4 \| \| \| 2 \| \| Bianca Botto \| 6 \| 7 \| \| \| 2 \| \| María Fernanda Álvarez Terán \| 2 \| 60 \| \| \| 3 \| \| Ximena Siles Luna – Ferny Ángeles Paz \| 63 \| 6 \| 6 \| \| 3 \| \| María Paula Deheza – María Fernanada Álvarez Terán \| 7 \| 3 \| 0 \| |                    |                                                    |    |    |         |                    |
| 1 | Bandera de Perú    | Patricia Ku Flores                                 | 7  | 6  |         |                    |
| 1 | Bandera de Bolivia | María Inés Deheza                                  | 63 | 4  |         |                    |
| 2 | Bandera de Perú    | Bianca Botto                                       | 6  | 7  |         |                    |
| 2 | Bandera de Bolivia | María Fernanda Álvarez Terán                       | 2  | 60 |         |                    |
| 3 | Bandera de Perú    | Ximena Siles Luna – Ferny Ángeles Paz              | 63 | 6  | 6       |                    |
| 3 | Bandera de Bolivia | María Paula Deheza – María Fernanada Álvarez Terán | 7  | 3  | 0       |                    |

| | Bandera de Argentina | Argentina                        | 3 | 0 | Perú | Bandera de Perú |
| --- | -------------------- | -------------------------------- | - | - | ---- | --------------- |
| Tenis Club Argentino, Buenos Aires, Argentina 4 de febrero de 2011 Polvo de ladrillo |                      |                                  |   |   |      |                 |
| \| 1 \| \| Florencia Molinero \| 6 \| 6 \| \| \| 1 \| \| Patricia Ku Flores \| 2 \| 3 \| \| \| 2 \| \| Gisela Dulko \| 6 \| 6 \| \| \| 2 \| \| Bianca Botto \| 0 \| 3 \| \| \| 3 \| \| Gisela Dulko – María Irigoyen \| 6 \| 6 \| \| \| 3 \| \| Bianca Botto – Ximena Siles Luna \| 0 \| 2 \| \| |                      |                                  |   |   |      |                 |
| 1 | Bandera de Argentina | Florencia Molinero               | 6 | 6 |      |                 |
| 1 | Bandera de Perú      | Patricia Ku Flores               | 2 | 3 |      |                 |
| 2 | Bandera de Argentina | Gisela Dulko                     | 6 | 6 |      |                 |
| 2 | Bandera de Perú      | Bianca Botto                     | 0 | 3 |      |                 |
| 3 | Bandera de Argentina | Gisela Dulko – María Irigoyen    | 6 | 6 |      |                 |
| 3 | Bandera de Perú      | Bianca Botto – Ximena Siles Luna | 0 | 2 |      |                 |

| | Bandera de Paraguay | Paraguay                                          | 1 | 2 | Bolivia | Bandera de Bolivia |
| --- | ------------------- | ------------------------------------------------- | - | - | ------- | ------------------ |
| Tenis Club Argentino, Buenos Aires, Argentina 4 de febrero de 2011 Polvo de ladrillo |                     |                                                   |   |   |         |                    |
| \| 1 \| \| Montserrat González \| 6 \| 6 \| \| \| 1 \| \| María Paula Deheza \| 4 \| 1 \| \| \| 2 \| \| Verónica Cepede Royg \| 2 \| 1 \| \| \| 2 \| \| María Fernanda Álvarez Terán \| 6 \| 6 \| \| \| 3 \| \| Verónica Cepede Royg – Montserrat González \| 4 \| 6 \| 6 \| \| 3 \| \| María Fernanda Álvarez Terán – María Paula Deheza \| 6 \| 3 \| 3 \| |                     |                                                   |   |   |         |                    |
| 1 | Bandera de Paraguay | Montserrat González                               | 6 | 6 |         |                    |
| 1 | Bandera de Bolivia  | María Paula Deheza                                | 4 | 1 |         |                    |
| 2 | Bandera de Paraguay | Verónica Cepede Royg                              | 2 | 1 |         |                    |
| 2 | Bandera de Bolivia  | María Fernanda Álvarez Terán                      | 6 | 6 |         |                    |
| 3 | Bandera de Paraguay | Verónica Cepede Royg – Montserrat González        | 4 | 6 | 6       |                    |
| 3 | Bandera de Bolivia  | María Fernanda Álvarez Terán – María Paula Deheza | 6 | 3 | 3       |                    |

#### Grupo B
| | Bandera de Colombia | Colombia                                        | 3 | 0 | México | Bandera de México |
| --- | ------------------- | ----------------------------------------------- | - | - | ------ | ----------------- |
| Tenis Club Argentino, Buenos Aires, Argentina 2 de febrero de 2011 Polvo de ladrillo |                     |                                                 |   |   |        |                   |
| \| 1 \| \| Catalina Castaño \| 6 \| 6 \| \| \| 1 \| \| Nazari Urbina \| 1 \| 3 \| \| \| 2 \| \| Mariana Duque Marino \| 4 \| 6 \| 6 \| \| 2 \| \| Ximena Hermoso \| 6 \| 0 \| 3 \| \| 3 \| \| Karen Castiblanco Duarte – Mariana Duque Marino \| 3 \| 6 \| 6 \| \| 3 \| \| Laila Abdala – Nadia Abdala \| 6 \| 3 \| 2 \| |                     |                                                 |   |   |        |                   |
| 1 | Bandera de Colombia | Catalina Castaño                                | 6 | 6 |        |                   |
| 1 | Bandera de México   | Nazari Urbina                                   | 1 | 3 |        |                   |
| 2 | Bandera de Colombia | Mariana Duque Marino                            | 4 | 6 | 6      |                   |
| 2 | Bandera de México   | Ximena Hermoso                                  | 6 | 0 | 3      |                   |
| 3 | Bandera de Colombia | Karen Castiblanco Duarte – Mariana Duque Marino | 3 | 6 | 6      |                   |
| 3 | Bandera de México   | Laila Abdala – Nadia Abdala                     | 6 | 3 | 2      |                   |

| | Bandera de Brasil | Brasil                                 | 2 | 1 | Chile | Bandera de Chile |
| --- | ----------------- | -------------------------------------- | - | - | ----- | ---------------- |
| Tenis Club Argentino, Buenos Aires, Argentina 2 de febrero de 2011 Polvo de ladrillo |                   |                                        |   |   |       |                  |
| \| 1 \| \| Roxane Vaisemberg \| 7 \| 7 \| \| \| 1 \| \| Andrea Koch Benvenuto \| 5 \| 5 \| \| \| 2 \| \| Ana Clara Duarte \| 7 \| 6 \| \| \| 2 \| \| Camila Silva \| 5 \| 1 \| \| \| 3 \| \| María Fernanda Alves – Teliana Pereira \| 6 \| 1 \| 2 \| \| 3 \| \| Andrea Koch Benvenuto – Camila Silva \| 1 \| 6 \| 6 \| |                   |                                        |   |   |       |                  |
| 1 | Bandera de Brasil | Roxane Vaisemberg                      | 7 | 7 |       |                  |
| 1 | Bandera de Chile  | Andrea Koch Benvenuto                  | 5 | 5 |       |                  |
| 2 | Bandera de Brasil | Ana Clara Duarte                       | 7 | 6 |       |                  |
| 2 | Bandera de Chile  | Camila Silva                           | 5 | 1 |       |                  |
| 3 | Bandera de Brasil | María Fernanda Alves – Teliana Pereira | 6 | 1 | 2     |                  |
| 3 | Bandera de Chile  | Andrea Koch Benvenuto – Camila Silva   | 1 | 6 | 6     |                  |

| | Bandera de Colombia | Colombia                                        | 3 | 0  | Chile | Bandera de Chile |
| --- | ------------------- | ----------------------------------------------- | - | -- | ----- | ---------------- |
| Tenis Club Argentino, Buenos Aires, Argentina 3 de febrero de 2011 Polvo de ladrillo |                     |                                                 |   |    |       |                  |
| \| 1 \| \| Catalina Castaño \| 6 \| 7 \| \| \| 1 \| \| Andrea Koch Benvenuto \| 4 \| 64 \| \| \| 2 \| \| Mariana Duque Marino \| 6 \| 6 \| \| \| 2 \| \| Camila Silva \| 3 \| 3 \| \| \| 3 \| \| Karen Castiblanco Duarte – Mariana Duque Marino \| 6 \| 6 \| \| \| 3 \| \| Fernanda Brito – Camila Silva \| 4 \| 4 \| 4 \| |                     |                                                 |   |    |       |                  |
| 1 | Bandera de Colombia | Catalina Castaño                                | 6 | 7  |       |                  |
| 1 | Bandera de Chile    | Andrea Koch Benvenuto                           | 4 | 64 |       |                  |
| 2 | Bandera de Colombia | Mariana Duque Marino                            | 6 | 6  |       |                  |
| 2 | Bandera de Chile    | Camila Silva                                    | 3 | 3  |       |                  |
| 3 | Bandera de Colombia | Karen Castiblanco Duarte – Mariana Duque Marino | 6 | 6  |       |                  |
| 3 | Bandera de Chile    | Fernanda Brito – Camila Silva                   | 4 | 4  | 4     |                  |

| | Bandera de Brasil | Brasil                              | 3 | 0 | México | Bandera de México |
| --- | ----------------- | ----------------------------------- | - | - | ------ | ----------------- |
| Tenis Club Argentino, Buenos Aires, Argentina 3 de febrero de 2011 Polvo de ladrillo |                   |                                     |   |   |        |                   |
| \| 1 \| \| María Fernanda Alves \| 6 \| 6 \| \| \| 1 \| \| Nazari Urbina \| 3 \| 3 \| \| \| 2 \| \| Ana Clara Duarte \| 6 \| 6 \| \| \| 2 \| \| Ximena Hermoso \| 0 \| 3 \| \| \| 3 \| \| Roxane Vaisemberg – Teliana Pereira \| 6 \| 6 \| \| \| 3 \| \| Laila Abdala – Nadia Abdala \| 1 \| 1 \| \| |                   |                                     |   |   |        |                   |
| 1 | Bandera de Brasil | María Fernanda Alves                | 6 | 6 |        |                   |
| 1 | Bandera de México | Nazari Urbina                       | 3 | 3 |        |                   |
| 2 | Bandera de Brasil | Ana Clara Duarte                    | 6 | 6 |        |                   |
| 2 | Bandera de México | Ximena Hermoso                      | 0 | 3 |        |                   |
| 3 | Bandera de Brasil | Roxane Vaisemberg – Teliana Pereira | 6 | 6 |        |                   |
| 3 | Bandera de México | Laila Abdala – Nadia Abdala         | 1 | 1 |        |                   |

| | Bandera de Chile  | Chile                                | 2 | 1 | México | Bandera de México |
| --- | ----------------- | ------------------------------------ | - | - | ------ | ----------------- |
| Tenis Club Argentino, Buenos Aires, Argentina 4 de febrero de 2011 Polvo de ladrillo |                   |                                      |   |   |        |                   |
| \| 1 \| \| Andrea Koch Benvenuto \| 6 \| 6 \| \| \| 1 \| \| Nazari Urbina \| 2 \| 3 \| \| \| 2 \| \| Camila Silva \| 6 \| 4 \| \| \| 2 \| \| Ximena Hermoso \| 7 \| 6 \| \| \| 3 \| \| Andrea Koch Benvenuto – Camila Silva \| 6 \| 6 \| \| \| 3 \| \| Laila Abdala – Nadia Abdala \| 3 \| 3 \| \| |                   |                                      |   |   |        |                   |
| 1 | Bandera de Chile  | Andrea Koch Benvenuto                | 6 | 6 |        |                   |
| 1 | Bandera de México | Nazari Urbina                        | 2 | 3 |        |                   |
| 2 | Bandera de Chile  | Camila Silva                         | 6 | 4 |        |                   |
| 2 | Bandera de México | Ximena Hermoso                       | 7 | 6 |        |                   |
| 3 | Bandera de Chile  | Andrea Koch Benvenuto – Camila Silva | 6 | 6 |        |                   |
| 3 | Bandera de México | Laila Abdala – Nadia Abdala          | 3 | 3 |        |                   |

| | Bandera de Colombia | Colombia                                    | 2 | 1  | Brasil | Bandera de Brasil |
| --- | ------------------- | ------------------------------------------- | - | -- | ------ | ----------------- |
| Tenis Club Argentino, Buenos Aires, Argentina 4 de febrero de 2011 Polvo de ladrillo |                     |                                             |   |    |        |                   |
| \| 1 \| \| Catalina Castaño \| 6 \| 7 \| \| \| 1 \| \| María Fernanda Álvarez \| 0 \| 65 \| \| \| 2 \| \| Mariana Duque Marino \| 4 \| 4 \| \| \| 2 \| \| Ana Clara Duarte \| 6 \| 6 \| \| \| 3 \| \| Catalina Castaño - Karen Castiblanco Duarte \| 6 \| 7 \| \| \| 3 \| \| Ana Clara Duarte – Roxane Vaisemberg \| 3 \| 5 \| \| |                     |                                             |   |    |        |                   |
| 1 | Bandera de Colombia | Catalina Castaño                            | 6 | 7  |        |                   |
| 1 | Bandera de Brasil   | María Fernanda Álvarez                      | 0 | 65 |        |                   |
| 2 | Bandera de Colombia | Mariana Duque Marino                        | 4 | 4  |        |                   |
| 2 | Bandera de Brasil   | Ana Clara Duarte                            | 6 | 6  |        |                   |
| 3 | Bandera de Colombia | Catalina Castaño - Karen Castiblanco Duarte | 6 | 7  |        |                   |
| 3 | Bandera de Brasil   | Ana Clara Duarte – Roxane Vaisemberg        | 3 | 5  |        |                   |

#### Final
| | Bandera de Argentina | Argentina                                   | 3  | 0 | Colombia | Bandera de Colombia |
| --- | -------------------- | ------------------------------------------- | -- | - | -------- | ------------------- |
| Tenis Club Argentino, Buenos Aires, Argentina 5 de febrero de 2011 Polvo de ladrillo |                      |                                             |    |   |          |                     |
| \| 1 \| \| Florencia Molinero \| 7 \| 6 \| \| \| 1 \| \| Catalina Castaño \| 65 \| 1 \| \| \| 2 \| \| Gisela Dulko \| 6 \| 6 \| \| \| 2 \| \| Mariana Duque Marino \| 0 \| 0 \| \| \| 3 \| \| Mailen Auroux - María Irigoyen \| 6 \| 6 \| \| \| 3 \| \| Karen Castiblanco Duarte - Yuliana Lizarazo \| 1 \| 1 \| \| |                      |                                             |    |   |          |                     |
| 1 | Bandera de Argentina | Florencia Molinero                          | 7  | 6 |          |                     |
| 1 | Bandera de Colombia  | Catalina Castaño                            | 65 | 1 |          |                     |
| 2 | Bandera de Argentina | Gisela Dulko                                | 6  | 6 |          |                     |
| 2 | Bandera de Colombia  | Mariana Duque Marino                        | 0  | 0 |          |                     |
| 3 | Bandera de Argentina | Mailen Auroux - María Irigoyen              | 6  | 6 |          |                     |
| 3 | Bandera de Colombia  | Karen Castiblanco Duarte - Yuliana Lizarazo | 1  | 1 |          |                     |

#### Tercer puesto
| | Bandera de Perú   | Perú                               | 1 | 2 | Brasil | Bandera de Brasil |
| --- | ----------------- | ---------------------------------- | - | - | ------ | ----------------- |
| Tenis Club Argentino, Buenos Aires, Argentina 5 de febrero de 2011 Polvo de ladrillo |                   |                                    |   |   |        |                   |
| \| 1 \| \| Patricia Ku Flores \| 0 \| 1 \| \| \| 1 \| \| Teliana Pereira \| 6 \| 6 \| \| \| 2 \| \| Bianca Botto \| 7 \| 6 \| \| \| 2 \| \| Roxane Vaisemberg \| 5 \| 0 \| \| \| 3 \| \| Ferny Ángeles Paz - Bianca Botto \| 2 \| 2 \| \| \| 3 \| \| Ana Clara Duarte - Teliana Pereira \| 6 \| 6 \| \| |                   |                                    |   |   |        |                   |
| 1 | Bandera de Perú   | Patricia Ku Flores                 | 0 | 1 |        |                   |
| 1 | Bandera de Brasil | Teliana Pereira                    | 6 | 6 |        |                   |
| 2 | Bandera de Perú   | Bianca Botto                       | 7 | 6 |        |                   |
| 2 | Bandera de Brasil | Roxane Vaisemberg                  | 5 | 0 |        |                   |
| 3 | Bandera de Perú   | Ferny Ángeles Paz - Bianca Botto   | 2 | 2 |        |                   |
| 3 | Bandera de Brasil | Ana Clara Duarte - Teliana Pereira | 6 | 6 |        |                   |

#### Descenso
| | Bandera de Paraguay | Paraguay                                   | 2 | 1 | México | Bandera de México |
| --- | ------------------- | ------------------------------------------ | - | - | ------ | ----------------- |
| Tenis Club Argentino, Buenos Aires, Argentina 5 de febrero de 2011 Polvo de ladrillo |                     |                                            |   |   |        |                   |
| \| 1 \| \| Montserrat González \| 5 \| 6 \| 6 \| \| 1 \| \| Nazari Urbina \| 7 \| 4 \| 3 \| \| 2 \| \| Verónica Cepede Royg \| 6 \| 6 \| \| \| 2 \| \| Ximena Hermoso \| 3 \| 2 \| \| \| 3 \| \| Isaura Enrique Aguilar - Isabella Robbiani \| 2 \| 3 \| \| \| 3 \| \| Laila Abdala - Nadia Abdala \| 6 \| 6 \| \| |                     |                                            |   |   |        |                   |
| 1 | Bandera de Paraguay | Montserrat González                        | 5 | 6 | 6      |                   |
| 1 | Bandera de México   | Nazari Urbina                              | 7 | 4 | 3      |                   |
| 2 | Bandera de Paraguay | Verónica Cepede Royg                       | 6 | 6 |        |                   |
| 2 | Bandera de México   | Ximena Hermoso                             | 3 | 2 |        |                   |
| 3 | Bandera de Paraguay | Isaura Enrique Aguilar - Isabella Robbiani | 2 | 3 |        |                   |
| 3 | Bandera de México   | Laila Abdala - Nadia Abdala                | 6 | 6 |        |                   |

| | Bandera de Chile   | Chile                                             | 1  | 2 | Bolivia | Bandera de Bolivia |
| --- | ------------------ | ------------------------------------------------- | -- | - | ------- | ------------------ |
| Tenis Club Argentino, Buenos Aires, Argentina 5 de febrero de 2011 Polvo de ladrillo |                    |                                                   |    |   |         |                    |
| \| 1 \| \| Andrea Koch Benvenuto \| 6 \| 6 \| \| \| 1 \| \| María Paula Deheza \| 2 \| 4 \| \| \| 2 \| \| Camila Silva \| 4 \| 7 \| 1 \| \| 2 \| \| María Fernanda Álvarez Terán \| 6 \| 5 \| 6 \| \| 3 \| \| Fernanda Brito - Andrea Koch Benvenuto \| 64 \| 6 \| 2 \| \| 3 \| \| María Fernanda Álvarez Terán - María Paula Deheza \| 7 \| 4 \| 6 \| |                    |                                                   |    |   |         |                    |
| 1 | Bandera de Chile   | Andrea Koch Benvenuto                             | 6  | 6 |         |                    |
| 1 | Bandera de Bolivia | María Paula Deheza                                | 2  | 4 |         |                    |
| 2 | Bandera de Chile   | Camila Silva                                      | 4  | 7 | 1       |                    |
| 2 | Bandera de Bolivia | María Fernanda Álvarez Terán                      | 6  | 5 | 6       |                    |
| 3 | Bandera de Chile   | Fernanda Brito - Andrea Koch Benvenuto            | 64 | 6 | 2       |                    |
| 3 | Bandera de Bolivia | María Fernanda Álvarez Terán - María Paula Deheza | 7  | 4 | 6       |                    |

## Zona Asia/Oceanía

### Grupo 1

#### Grupo A
| | Bandera de Tailandia  | Tailandia                                    | 2  | 1  | Uzbekistán | Bandera de Uzbekistán |
| --- | --------------------- | -------------------------------------------- | -- | -- | ---------- | --------------------- |
| National Tennis Centre, Nonthaburi, Tailandia 2 de febrero de 2011 |                       |                                              |    |    |            |                       |
| \| 1 \| \| Nicha Lertpitaksinchai \| 3 \| 5 \| \| \| 1 \| \| Sabina Sharipova \| 6 \| 7 \| \| \| 2 \| \| Noppawan Lertcheewakarn \| 6 \| 6 \| \| \| 2 \| \| Nigina Abduraimova \| 3 \| 2 \| \| \| 3 \| \| Noppawan Lertcheewakarn – Nungnadda Wannasuk \| 7 \| 7 \| \| \| 3 \| \| Nigina Abduraimova – Albina Khabibulina \| 64 \| 64 \| \| |                       |                                              |    |    |            |                       |
| 1 | Bandera de Tailandia  | Nicha Lertpitaksinchai                       | 3  | 5  |            |                       |
| 1 | Bandera de Uzbekistán | Sabina Sharipova                             | 6  | 7  |            |                       |
| 2 | Bandera de Tailandia  | Noppawan Lertcheewakarn                      | 6  | 6  |            |                       |
| 2 | Bandera de Uzbekistán | Nigina Abduraimova                           | 3  | 2  |            |                       |
| 3 | Bandera de Tailandia  | Noppawan Lertcheewakarn – Nungnadda Wannasuk | 7  | 7  |            |                       |
| 3 | Bandera de Uzbekistán | Nigina Abduraimova – Albina Khabibulina      | 64 | 64 |            |                       |

| | Bandera de la República Popular China | China                                       | 2 | 1 | India | Bandera de la India |
| --- | ------------------------------------- | ------------------------------------------- | - | - | ----- | ------------------- |
| National Tennis Centre, Nonthaburi, Tailandia 2 de febrero de 2011 |                                       |                                             |   |   |       |                     |
| \| 1 \| \| Hao Chen Tang \| 6 \| 6 \| \| \| 1 \| \| Poojashree Venkatesha \| 3 \| 2 \| \| \| 2 \| \| Jing Jing Lu \| 6 \| 0 \| 6 \| \| 2 \| \| Sania Mirza \| 1 \| 6 \| 4 \| \| 3 \| \| Jing Jing Lu – Ran Tian \| 3 \| 2 \| \| \| 3 \| \| Rushmi Chakravarthi – Poojashree Venkatesha \| 6 \| 6 \| \| |                                       |                                             |   |   |       |                     |
| 1 | Bandera de la República Popular China | Hao Chen Tang                               | 6 | 6 |       |                     |
| 1 | Bandera de la India                   | Poojashree Venkatesha                       | 3 | 2 |       |                     |
| 2 | Bandera de la República Popular China | Jing Jing Lu                                | 6 | 0 | 6     |                     |
| 2 | Bandera de la India                   | Sania Mirza                                 | 1 | 6 | 4     |                     |
| 3 | Bandera de la República Popular China | Jing Jing Lu – Ran Tian                     | 3 | 2 |       |                     |
| 3 | Bandera de la India                   | Rushmi Chakravarthi – Poojashree Venkatesha | 6 | 6 |       |                     |